# European Association of Nuclear Medicine

Logo der European Association of Nuclear Medicine

Die European Association of Nuclear Medicine (EANM) ist eine europäische Organisation für Nuklearmedizin. Sie wurde 1985 gegründet und dient als Dachverband für nationale Organisationen, Partnerorganisationen und einzelne Mitglieder, die im Bereich der Nuklearmedizin tätig sind. Außerdem widmet sie sich der Förderung der Nuklearmedizin gegenüber anderen medizinischen Gelehrtengesellschaften, europäischen Institutionen wie der Europäischen Union, internationalen Organisationen wie der Internationalen Atomenergie-Organisation und der allgemeinen Öffentlichkeit.
Am jährlichen Kongress der EANM nehmen über 7.500 Personen teil. Darüber hinaus veröffentlicht die Organisation monatlich das European Journal of Nuclear Medicine and Molecular Imaging.

## Geschichte
Die EANM wurde 1985 in London durch die Vereinigung der Society of Nuclear Medicine Europe und der European Nuclear Medicine Society gegründet. Der erste EANM-Kongress fand 1988 in Mailand statt.  Seither fand der Jahreskongress in unterschiedlichen Ländern statt, darunter Belgien, Dänemark, Deutschland, Finnland, Frankreich, Griechenland, Italien, Niederlande, Österreich, Portugal, Schottland, Spanien, Schweden, Schweiz, Türkei und Vereinigtes Königreich.
Der Hauptsitz der Organisation befindet sich in Wien. Außerdem gibt es eine Niederlassung in Brüssel für die Zusammenarbeit mit der Europäischen Kommission und Partnerorganisationen.

## Struktur
Die EANM wird von einem gewählten Vorstand aus internationalen Experten im Bereich der Nuklearmedizin geleitet, der das höchste Gremium der Organisation darstellt. Die Vorsitzenden werden für eine Amtszeit von zwei Jahren gewählt und vertreten die Organisation.
Innerhalb der EANM gibt es mehrere Ausschüsse, die sich der Förderung der Nuklearmedizin in verschiedenen Bereichen widmen, darunter folgende:
- Knochen und Gelenke
- Blutkreislauf
- Dosimetrie
- Ethik
- Entzündungen & Infektionen
- Neuroimaging
- Onkologie & Theranostik
- Pädiatrie
- Physik
- Politik & Regulierungen
- Strahlenschutz
- Radiopharmazie
- Technologie
- Schilddrüse
- Molekulare Bildgebung & Therapie

Das Exekutivbüro in Wien überwacht logistische Aspekte, wie die Organisation wissenschaftlicher Veranstaltungen, die Verwaltung von Publikationen, die Gründung neuer Partnerschaften und die Förderung der Organisation bei EU-Institutionen und internationalen Organisationen. Es organisiert auch den Jahreskongress und die ESMIT-Kurse.
Die EANM hat als Mitglieder 40 nationale Gesellschaften, 20 Partnergesellschaften außerhalb von Europa und 2.900 Einzelmitglieder innerhalb und außerhalb von Europa. Mehr als 150 Freiwillige betätigen sich im Vorstand oder einem der Ausschüsse.

## Aktivitäten

### Jahreskongress

Jahreskongress 2016 in Barcelona

Beim EANM-Jahreskongress finden wissenschaftliche Sitzungen, Workshops und interaktive Diskussionen statt. Es werden Fortschritte und Innovationen aus dem Gebiet der Nuklearmedizin und der molekularen Bildgebung diskutiert.

### EU-Angelegenheiten
Die EANM arbeitet mit EU-Institutionen zusammen, um sicherzustellen, dass EU-Bürger Zugang zu qualitativ hochwertiger und sicherer therapeutischer Nuklearmedizin haben. Beispielsweise ist die EANM im Rahmen des SAMIRA-Aktionsplans der Europäischen Kommission an der Durchführung des SIMPLERAD-Projekts beteiligt, dessen Ziel darin besteht, die Umsetzung der Strahlenschutzanforderungen der Europäischen Atomgemeinschaft und der EU-Gesetzgebung zur therapeutischen Verwendung von Radiopharmaka sicherzustellen.

### Publikationen
Die offizielle Publikation der EANM ist das European Journal of Nuclear Medicine and Molecular Imaging (EJNMMI). Es dient als Plattform für die Verbreitung von Forschungsergebnissen aus dem Bereich der Nuklearmedizin und der molekularen Bildgebung. Veröffentlicht werden Artikel, Reviews, Fallberichte und Leitfäden zu verschiedenen Aspekten der Nuklearmedizin, Radiopharmaka, Bildgebungstechniken und deren klinischer Anwendung.

### ESMIT

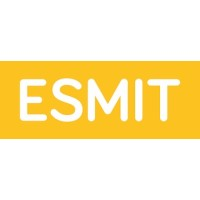
ESMIT-Logo

Die European School of Multimodality Imaging & Therapy (ESMIT) der EANM wurde 2015 aufgrund des Bedarfs an Bildungsprogrammen im Bereich der Nuklearmedizin gegründet. Es werden Kurse vor Ort, Web-Seminare und eine E-Learning-Plattform angeboten.

### EARL
2006 gründete die EANM die EANM Forschungs GmbH, auch bekannt als EANM Research Ltd. (EARL), um die standardisierte Quantifizierung im Bereich der nuklearmedizinischen Bildgebung zu fördern. Das Hauptziel von EARL besteht darin, die nuklearmedizinische Praxis zu verbessern, wissenschaftliche Initiativen voranzutreiben und klinische Forschungsprojekte zu erleichtern.